# Белый город (Тель-Авив)
Белый город (ивр. העיר הלבנה‎ ха-ир ха-левана) — название, данное некоторым районам в центре Тель-Авива из-за большого числа белых или окрашенных в светлые тона зданий, построенных между 1920 и 1950 годами в интернациональном стиле.
Свыше 4000 строений этого стиля до сих пор можно увидеть в центре города. Тель-Авив имеет самую большую концентрацию таких строений в мире. В 2003 году ЮНЕСКО провозгласило «Белый город» Тель-Авива всемирным культурным наследием за «выдающийся пример нового градостроительства и архитектуры начала XX века». В заявлении также упоминалась уникальность адаптации современного интернационального стиля к культурным, климатическим и местным традициям города.

## История
Тель-Авив был основан в 1909 году, когда территория современного Израиля ещё контролировалась Османской империей. Значительная еврейская иммиграция на протяжении XIX века была причиной перенаселения старого портового города Яффо. В результате несколько сотен семей основали новый город, первый еврейский город с библейских времён, на песчаных дюнах севернее Яффо.
В 1930-е в Тель-Авиве начал распространяться модернистский интернациональный стиль (архитектура современного движения), лишённый украшений и излишеств, где господствовали функциональность и прямые линии. Здания в этом стиле построены из бетона и бетонного кирпича, имеют плоские крыши и светлые оштукатуренные фасады. Интернациональный стиль был привезён архитекторами, получившими образование в Европе и иммигрировавшими или вернувшимися в Палестину (самыми известными из которых были Арье Шарон, Зеэв Рехтер и Йосеф Нойфельд). Он был адаптирован ими к местным условиям — например, постулированные Ле Корбюзье ленточные окна плохо подходили для жаркого климата и были заменены удлинёнными полосами балконов и открытых лоджий, в этих домах использовали ряды окон, защищённых от солнца сворачивающимеся жалюзями, образовывавшими типичные коробки над окнами. Часто окна от солнца закрывали выступы-навесы, иногда они превращались в полосу, проходящую по всему фасаду. Характерной деталью тель-авивских зданий в это время стали балконы. Уже в 1926 году было принято правило, по которому 6,6 % участка должны были занимать балконы. Когда в городе господствовал международный стиль, широко распространились балконы, утопленные в стену здания и проходящие по всему его периметру. Таким образом жильцы могли оставаться в тени и наслаждаться морским бризом, также они улучшали вентиляцию дома. Также характерны для стиля были плоские крыши, сменившие традиционные черепичные, и соблюдение принципа Ле Корбюзье ставить здания на опоры. Большинство жилья было коммерческим, есть лишь несколько примеров строительства социального жилья в духе Баухауса, самый известный из которых — кооперативные дома для рабочих Арье Шарона. Не все проекты были архитектурно рациональными, нередко удачные решения ведущих архитекторов копировали, не учитывая отличия в условиях, например, добавляли домам навесы для защиты от солнца там, где они не требовались. Интернациональный стиль пользовался такой популярностью, что его стали применять при постройке арабских вилл в соседней Яффе. Известными примерами стиля являются «Дом-корабль» (1935, Арье Коэн), дом Бруно (1935, Зеэв Халлер), дом Либлинга (1936, Дов Карми), площадь Дизенгоф (1934-38, Женя Авербух) и площадь Габима, где расположен одноимённый театр (1935-45, Кауфман). В городе сохранилось около 4000 зданий в интернациональном стиле, что считается самой высокой концентрацией подобных строений в мире. Большая часть этих зданий сосредоточена на проспекте Ротшильда, улицах Ховевей-Цион, Яэль, Шломо ха-Мелех, Мазе и в районе площади Дизенгоф. Часто интернациональный стиль (или модернизм) в Тель-Авиве описывают некорректным термином «Баухауз». В реальности, хотя в тот период в Палестину прибыло несколько выпускников немецкой архитектурной школы Баухауз, лишь один из них (Шарон) работал в Тель-Авиве, и не оказал решающего влияния на облик города, а принципы, пропагандировавшиеся Баухаузом, значительно отличались от модернистских домов Тель-Авива. К тому же, Шарон «указывал на то, что „Баухауз“ стилем не является, и уже поэтому использование этого „ярлыка“ ошибочно». Тем не менее, это название стало популярным и широко используется прессой и муниципалитетом.
В 1980-е сперва у энтузиастов, а потом и у общественности появился интерес к архитектуре международного стиля. В 1984 году историк и архитектор Михаэль Левин организовал выставку, посвящённую «стилю Баухауза». После нескольких связанных с этим мероприятий город заинтересовался и поддержал заявку о включении Белого города в список объектов Всемирного наследия ЮНЕСКО. В 2003 году ЮНЕСКО присвоил этот статус объекту, названному «Белый город в Тель-Авиве — архитектура „Современного движения“» площадью 140,4 га.

## Из Европы на Ближний Восток
Баухаус был создан, чтобы отразить единение искусства и функциональности в послевоенной Европе. Для Тель-Авива этот стиль оказался идеальным. Здания могли возводиться быстро и дёшево, а в социалистической атмосфере тогдашнего Израиля все аспекты и замыслы жилых строений в стиле баухаус могли быть использованы в полной мере.
Однако архитектура должна была адаптироваться[как?] к экстремальному пустынному и средиземноморскому климату. Белый и светлые цвета отражают тепло. Стены использовались не только для отделения, но и для защиты от солнца. Большие окна, которые пропускали свет, ключевой элемент баухауса в Европе, были заменены маленькими углублёнными окошками, задерживающими тепло и не пропускающими яркий свет. Длинные узкие балконы, надстроенные один над другим и потому затеняющие друг друга, позволяли в то же время наслаждаться бризом, дующим с моря с запада. Покатые крыши были заменены плоскими, обеспечивающими дополнительную площадь для жителей, где они могли «охлаждаться» вечерами и общаться. Позднее здания стали возводиться на колоннах, благодаря которым ветер дул под строением и охлаждал внутренние помещения, а также обеспечивал детям дополнительную территорию для игр.

## Влияние на город
Архитектурный стиль и методы строительства, использовавшиеся в сотнях новых зданий, определили характер нового современного города. Большинство зданий были из бетона, и летом они невыносимо нагревались, несмотря на все их прогрессивные конструктивные особенности. Горожане выходили на улицы по вечерам в маленькие парки между зданиями и многочисленные кафе, где они могли насладиться вечерним воздухом. Эта традиция сохранилась и сейчас.
Жилая застройка предусматривала разнообразные сервисы, такие как детские сады, почтовые офисы, магазины и прачечные внутри жилых зданий. К тому же, так как дома имели свободные участки земли, жители могли выращивать собственные овощи. Это создавало чувство единения между людьми разных культур.
Многие здания этого периода были доведены до плачевного состояния. Вдобавок, перед вступлением в силу специального закона об охране архитектурных памятников, некоторые из них были разрушены. Однако многие уже отреставрированы, а как минимум ещё 1500 ждут реставрации[когда?].

### На иврите
- תל אביב ואתריה (иврит) / גדעון ביגר ואלי שילר. — ירושלים: אריאל, 1987.
- ‏מדריך ישראל החדש: אנציקלופדיה, מסלולי טיול‏‎ (иврит) / יואב רגב. — 2001. — Т. 9: מישור החוף הדרומי, פלשת. — С. 195—224. — ISBN 965-07-0874.
- יעקב שביט וגדעון ביגר[ивр.]. ההיסטוריה של תל־ אביב (иврит). — תל־ אביב: הוצאת רמות, אוניברסיטת תל־ אביב, 2001. — Vol. משכונות לעיר (1909-1936).
- חיים פיירברג, יעקב שביט וגדעון ביגר. ההיסטוריה של תל־ אביב (иврит). — תל־ אביב: הוצאת רמות, אוניברסיטת תל־ אביב, 2007. — Vol. מעיר-מדינה לעיר במדינה (1936-1952). — ISBN 978-965-274-436-4.
- יעקב שביט וגדעון ביגר. ההיסטוריה של תל־ אביב (иврит). — תל־ אביב: הוצאת רמות, אוניברסיטת תל־ אביב, 2013. — Vol. עיר מתחדשת (1952-1973). — ISBN 978-965-472-274-436-4.
- יעקב שביט וגדעון ביגר. ההיסטוריה של תל־ אביב (иврит). — תל־ אביב: הוצאת רמות, אוניברסיטת תל־ אביב, 2002. — Vol. עיר מטרופולין (1974-1993). — ISBN 965-274-360-7.

### На английском
- LeVine Mark[англ.]. Overthrowing geography: Jaffa, Tel Aviv, and the struggle for Palestine, 1880-1948 (англ.). — University of California Press, 2005. — ISBN 0-520-23994-6.
- Barbara Mann. A place in history: modernism, Tel Aviv, and the creation of Jewish urban space (иврит). — Stanford, California: Stanford University Press, 2006. — ISBN 0-8047-5018-1.
- Tel-Aviv, the First Century: Visions, Designs, Actualities (англ.) / Azaryahu M, Troen SI, editors. — Bloomington: Indiana University Press, 2012. — ISBN 978-0-253-35694-9.
- Rotbard S[англ.]. White city, black city: Architecture and war in Tel Aviv and Jaffa (англ.). — London: Pluto Press, 2015.